# Asia Rugby Championship Division 1 2016
El Asia Rugby Championship Division 1 de 2016 fue el torneo de la segunda división que organiza la federación asiática (AR).
El campeonato se desarrolló en el estadio del Royal Selangor Club en Kuala Lumpur, Malasia. La selección local se coronó campeona derrotando a 2 de sus 3 rivales y de esta forma continuó en carrera de clasificación al mundial de Japón 2019.

## Equipos participantes
- Selección de rugby de Singapur
- Selección de rugby de Filipinas (Volcanes)
- Selección de rugby de Malasia
- Selección de rugby de Sri Lanka (Tuskers)

## Posiciones
| Pos. | Equipo    | Encuentros | Encuentros | Encuentros | Encuentros | Tantos  | Tantos    | Tantos     | Puntos |
| Pos. | Equipo    | jugados    | ganados    | empatados  | perdidos   | a favor | en contra | diferencia | Puntos |
| ---- | --------- | ---------- | ---------- | ---------- | ---------- | ------- | --------- | ---------- | ------ |
| 1    | Malasia   | 3          | 2          | 0          | 1          | 92      | 52        | + 40       | 11     |
| 2    | Sri Lanka | 3          | 2          | 0          | 1          | 75      | 80        | - 5        | 9      |
| 3    | Filipinas | 3          | 1          | 0          | 2          | 60      | 63        | - 3        | 7      |
| 4    | Singapur  | 3          | 1          | 0          | 2          | 65      | 97        | - 32       | 5      |

Nota: Se otorgan 3 puntos al equipo que gane un partido, 1 al que empate y 0 al que pierda
|  | Campeón y continúa en carrera a Japón 2019 |

|  | Continúan en carrera a Japón 2019 |

|  | Desciende a Division 2 y eliminado de Japón 2019 |

## Resultados

### Primera fecha
| 8 de mayo | Sri Lanka | 33 - 17 | Singapur |  |  |
|           |           | Reporte |          |  |  |

| 8 de mayo | Malasia | 10 - 15 | Filipinas |  |  |
|           |         | Reporte |           |  |  |

### Segunda fecha
| 11 de mayo | Filipinas | 24 - 28 | Singapur |  |  |
|            |           | Reporte |          |  |  |

| 11 de mayo | Malasia | 42 - 17 | Sri Lanka |  |  |
|            |         | Reporte |           |  |  |

### Tercera fecha
| 14 de mayo | Sri Lanka | 25 - 21 | Filipinas |  |  |
|            |           | Reporte |           |  |  |

| 14 de mayo | Malasia | 40 - 20 | Singapur |  |  |
|            |         | Reporte |          |  |  |

| Bandera de Malasia               |
| Campeón de la División 1 Malasia |
| Primer título                    |